# مانوئل بلری
مانوئل بلری (انگلیسی: Manuel Belleri؛ زادهٔ ۲۹ اوت ۱۹۷۷) بازیکن فوتبال اهل ایتالیا است.
از باشگاه‌هایی که در آن بازی کرده‌است می‌توان به باشگاه ورزشی لاتزیو، باشگاه فوتبال لچه، باشگاه فوتبال بولونیا، باشگاه فوتبال اودینزه، باشگاه فوتبال آ. ث. لومتزانه، باشگاه فوتبال آتالانتا، باشگاه فوتبال امپولی، و باشگاه فوتبال اسپال اشاره کرد.